# Noblella
Noblella là một chi động vật lưỡng cư trong họ Strabomantidae, thuộc bộ Anura. Chi này có 7 loài và 14% bị đe dọa hoặc tuyệt chủng.

## Hình ảnh

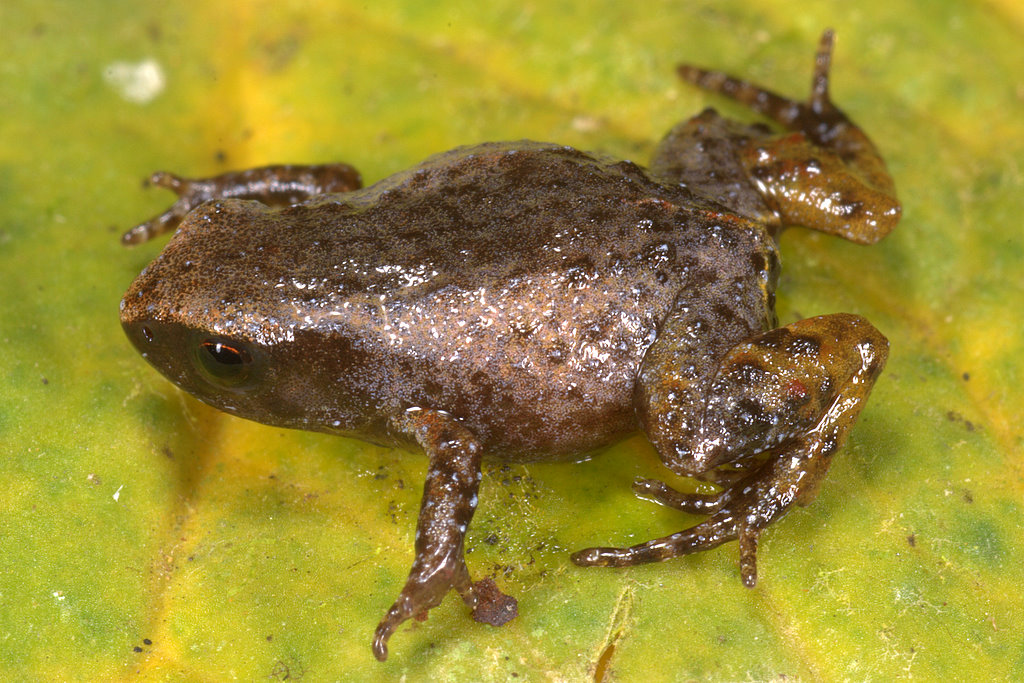
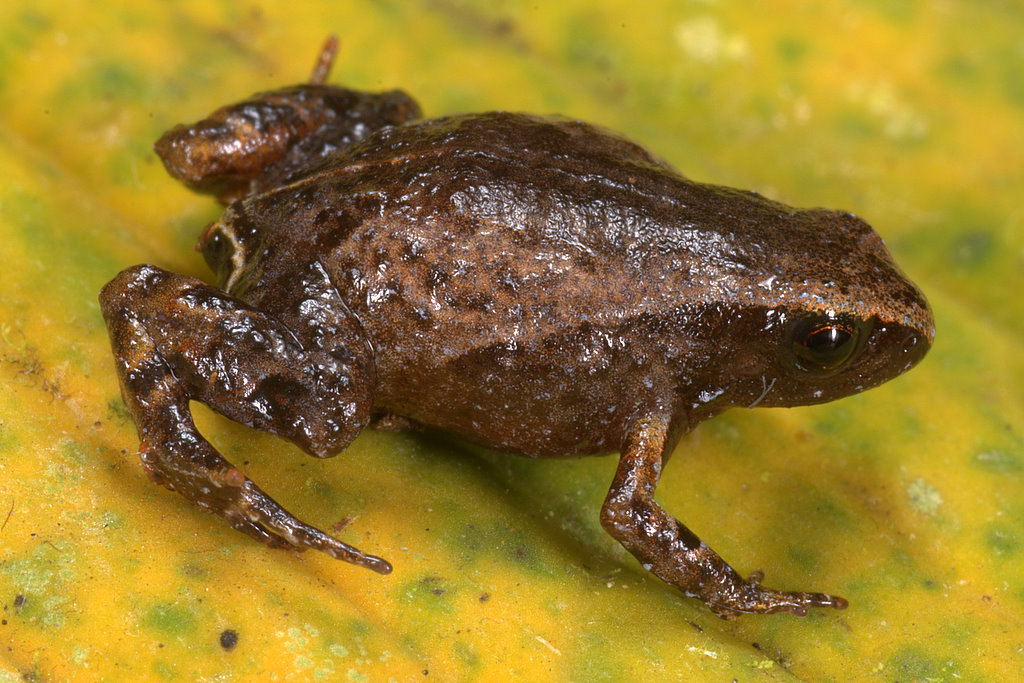